# Nerocila excisa
Nerocila excisa es una especie de crustáceo isópodo marino del género Nerocila, familia Cymothoidae. Fue descrita científicamente por Searle en 1914.

## Distribución
Esta especie se encuentra en Micronesia.